# Tour Down Under 2007
Le Tour Down Under 2007 est la neuvième édition du Tour Down Under, course cycliste par étapes qui s'est déroulée du 21 janvier au 26 janvier. Il fait partie de l'UCI Oceania Tour 2007.
Cette édition est remportée par le coureur suisse Martin Elmiger, membre de l'équipe AG2R Prévoyance.

## Équipes participantes
| NT-Australia                          | Unibet.com       | Bouygues Telecom | NT-New Zealand       |
| Southaustralia.com-AIS                | Team CSC         | Crédit agricole  | Team Milram          |
| Chocolade Jacques-Topsport Vlaanderen | AG2R La Mondiale | Barloworld       | Navigators Insurance |
| Predictor-Lotto                       | Agritubel        |                  |                      |

## Résultats des étapes
| Nb   | Date       | Étape                                      | Distance | Vainqueur         | Pays      | Équipe                                |
| ---- | ---------- | ------------------------------------------ | -------- | ----------------- | --------- | ------------------------------------- |
| Cla. | 16 janvier | "Down Under Classic" Adelaide, Rynell Park | 50 km    | Mark Renshaw      | Australie | Crédit agricole                       |
| 1    | 17 janvier | Mawson Lakes - Tanunda                     | 152 km   | Karl Menzies      | Australie | NT-Australia                          |
| 2    | 18 janvier | Mannum - Hahndorf                          | 150 km   | Steven Caethoven  | Belgique  | Chocolade Jacques-Topsport Vlaanderen |
| 3    | 19 janvier | Stirling - Victor Harbor                   | 128 km   | Baden Cooke       | Australie | Unibet                                |
| 4    | 20 janvier | Willunga - Willunga                        | 147 km   | Pieter Ghyllebert | Belgique  | Chocolade Jacques-Topsport Vlaanderen |
| 5    | 21 janvier | Adelaide, City Council Circuit             | 90 km    | Robbie McEwen     | Australie | Predictor-Lotto                       |

## Classement final
| Pos. | Coureur              | Pays      | Temps            |
| ---- | -------------------- | --------- | ---------------- |
| 1    | Martin Elmiger       | Suisse    | 15 h 46 min 38 s |
| 2    | Karl Menzies         | Australie | + 3 s            |
| 3    | Lars Ytting Bak      | Danemark  | + 11 s           |
| 4    | Matthew Lloyd        | Australie | + 13 s           |
| 5    | Gustav Larsson       | Suède     | + 21 s           |
| 6    | Luke Roberts         | Australie | + 50 s           |
| 7    | Gene Bates           | Australie | + 50 s           |
| 8    | Paolo Longo Borghini | Italie    | + 55 s           |
| 9    | Yannick Talabardon   | France    | + 55 s           |
| 10   | Simon Clarke         | Australie | + 1 min 43 s     |

## Classement des étapes
| Pos. | Coureur              | Pays      | Temps           |
| ---- | -------------------- | --------- | --------------- |
| 1    | Karl Menzies         | Australie | 3 h 50 min 51 s |
| 2    | Martin Elmiger       | Suisse    | m.t.            |
| 3    | Lars Ytting Bak      | Danemark  | + 3 s           |
| 4    | Matthew Lloyd        | Australie | m.t.            |
| 5    | Gustav Larsson       | Suède     | m.t.            |
| 6    | Gene Bates           | Australie | + 45 s          |
| 7    | Paolo Longo Borghini | Italie    | m.t.            |
| 8    | Yannick Talabardon   | France    | m.t.            |
| 9    | Luke Roberts         | Australie | m.t.            |
| 10   | Simon Clarke         | Australie | + 58 s          |

| Pos. | Coureur             | Pays      | Temps           |
| ---- | ------------------- | --------- | --------------- |
| 1    | Steven Caethoven    | Belgique  | 3 h 36 min 29 s |
| 2    | Pieter Ghyllebert   | Belgique  | + 1 s           |
| 3    | Stuart O'Grady      | Australie | m.t.            |
| 4    | Hilton Clarke       | Australie | m.t.            |
| 5    | Kurt Hovelijnck     | Belgique  | m.t.            |
| 6    | Martin Müller       | Allemagne | m.t.            |
| 7    | Markus Eichler      | Allemagne | m.t.            |
| 8    | Ludovic Turpin      | France    | m.t.            |
| 9    | Christophe Edaleine | France    | m.t.            |
| 10   | Benoît Sinner       | France    | m.t.            |

| Pos. | Coureur          | Pays        | Temps           |
| ---- | ---------------- | ----------- | --------------- |
| 1    | Baden Cooke      | Australie   | 2 h 37 min 55 s |
| 2    | Chris Jongewaard | Australie   | + 5 s           |
| 3    | Matthew Goss     | Australie   | + 19 s          |
| 4    | Josep Jufré      | Espagne     | m.t.            |
| 5    | Samuel Dumoulin  | France      | m.t.            |
| 6    | Giampaolo Cheula | Italie      | m.t.            |
| 7    | Matti Breschel   | Danemark    | + 41 s          |
| 8    | Dimitri Champion | France      | + 42 s          |
| 9    | Wim Vansevenant  | Belgique    | + 1 min 28 s    |
| 10   | Jeremy Hunt      | Royaume-Uni | + 2 min 52 s    |

| Pos. | Coureur           | Pays        | Temps           |
| ---- | ----------------- | ----------- | --------------- |
| 1    | Pieter Ghyllebert | Belgique    | 3 h 25 min 38 s |
| 2    | Sergueï Lagoutine | Ouzbékistan | m.t.            |
| 3    | Martin Elmiger    | Suisse      | m.t.            |
| 4    | Stuart O'Grady    | Australie   | m.t.            |
| 5    | Fabrizio Guidi    | Italie      | m.t.            |
| 6    | Sebastian Siedler | Allemagne   | m.t.            |
| 7    | Hilton Clarke     | Australie   | m.t.            |
| 8    | Lars Ytting Bak   | Danemark    | m.t.            |
| 9    | Andy Flickinger   | France      | m.t.            |
| 10   | Elia Rigotto      | Italie      | m.t.            |

| \| Pos. \| Coureur \| Pays \| Temps \| \| ---- \| ---------------- \| --------- \| --------------- \| \| 1 \| Robbie McEwen \| Australie \| 1 h 44 min 26 s \| \| 2 \| Mark Renshaw \| Australie \| m.t. \| \| 3 \| Allan Davis \| Australie \| m.t. \| \| 4 \| Steven Caethoven \| Belgique \| m.t. \| \| 5 \| Fabrizio Guidi \| Italie \| m.t. \| \| 6 \| Hilton Clarke \| Australie \| m.t. \| \| 7 \| Baden Cooke \| Australie \| m.t. \| \| 8 \| Gene Bates \| Australie \| m.t. \| \| 9 \| Luke Roberts \| Australie \| m.t. \| \| 10 \| Martin Elmiger \| Suisse \| m.t. \| |                  |           |                 |
| Pos. | Coureur          | Pays      | Temps           |
| 1 | Robbie McEwen    | Australie | 1 h 44 min 26 s |
| 2 | Mark Renshaw     | Australie | m.t.            |
| 3 | Allan Davis      | Australie | m.t.            |
| 4 | Steven Caethoven | Belgique  | m.t.            |
| 5 | Fabrizio Guidi   | Italie    | m.t.            |
| 6 | Hilton Clarke    | Australie | m.t.            |
| 7 | Baden Cooke      | Australie | m.t.            |
| 8 | Gene Bates       | Australie | m.t.            |
| 9 | Luke Roberts     | Australie | m.t.            |
| 10 | Martin Elmiger   | Suisse    | m.t.            |